# كليم الكاشاني
كليم الكاشاني (ت. 1061 هـ) هو من شعراء إيران في القرن الحادي عشر الهجري.
هو أبو طالب الهمداني الكاشاني، المتلقّب في شعره بكليم. أصله من همدان غير أنه نشأ في كاشان. رحل إلى الهند وحظي لدى الشاه نواز ابن الميرزا رستم الصفوي، وفي عام 1028 هـ عاد إلى إيران، وفي عام 1030 هـ رجع مرة أخرى إلى الهند، ولقبه شاه جهان التيموري بلقب ملك الشعراء ، وسكن كشمير وبها توفي في الخامس عشر من ذي الحجة سنة 1061 هـ.

## آثاره
من آثاره: منظومة «پاد شاه نامه» و «ظفر نامه شاه جهاني» وديوان شعر. يشتهر في شعره بقدرته على إبداع المعاني وقوة مخيلته.